# Olympische Sommerspiele 1904/Leichtathletik – Standdreisprung (Männer)
Der Standdreisprung der Männer bei den Olympischen Spielen 1904 in St. Louis wurde am 3. September 1904 im Francis Field ausgetragen. Dieser Wettbewerb war 1904 zum zweiten und letzten Mal olympische Disziplin.
Es gab wie in zahlreichen anderen Disziplinen einen Dreifacherfolg für die Vereinigten Staaten. Olympiasieger wurde Standsprungspezialist Ray Ewry, Charles King gewann die Silbermedaille, Joseph Stadler wurde Dritter.

## Rekorde
Die damals bestehenden Weltrekorde waren noch inoffiziell.
| Weltrekord         | 10,77 m | J. Wall  | Irland |                                      |
| Olympischer Rekord | 10,58 m | Ray Ewry | USA    | Finale OS Paris (FRA), 16. Juli 1900 |

Der olympische Rekord wurde in St. Louis um wenige Zentimeter verfehlt.

## Ergebnisse
| Platz                    | Athlet           | Land        | Weite bei Kluge | Weite auf SportReference        | Weite auf IOC-Seite             | Weite bei zur Megede            |
| ------------------------ | ---------------- | ----------- | --------------- | ------------------------------- | ------------------------------- | ------------------------------- |
| 1                        | Ray Ewry         | USA         | 10,55 m         | 10,54 m                         | 10,54 m                         | 10,54 m                         |
| 2                        | Charles King     | USA         | 10,16 m         | 10,16 m                         | 10,16 m                         | 10,16 m                         |
| 3                        | Joseph Stadler   | USA         | 9,60 m          | 9,60 m                          | 9,60 m                          | 9,53 m                          |
| 4                        | Garrett Serviss  | USA         | 9,53 m          | 9,53 m                          | 9,20 m                          | 9,20 m                          |
| Wei- tere Teil- neh- mer | Paul Weinstein   | Deutschland | k. A.           | nicht als Teilnehmer aufgeführt | nicht als Teilnehmer aufgeführt | nicht als Teilnehmer aufgeführt |
| Wei- tere Teil- neh- mer | Fred Schule      | USA         | k. A.           | nicht als Teilnehmer aufgeführt | nicht als Teilnehmer aufgeführt | nicht als Teilnehmer aufgeführt |
| Wei- tere Teil- neh- mer | Lawson Robertson | USA         | k. A.           | nicht als Teilnehmer aufgeführt | nicht als Teilnehmer aufgeführt | nicht als Teilnehmer aufgeführt |
| Wei- tere Teil- neh- mer | John Fuhrer      | USA         | k. A.           | nicht als Teilnehmer aufgeführt | nicht als Teilnehmer aufgeführt | nicht als Teilnehmer aufgeführt |
| Wei- tere Teil- neh- mer | John Biller      | USA         | k. A.           | nicht als Teilnehmer aufgeführt | nicht als Teilnehmer aufgeführt | nicht als Teilnehmer aufgeführt |
| Wei- tere Teil- neh- mer | Henry Field      | USA         | k. A.           | nicht als Teilnehmer aufgeführt | nicht als Teilnehmer aufgeführt | nicht als Teilnehmer aufgeführt |

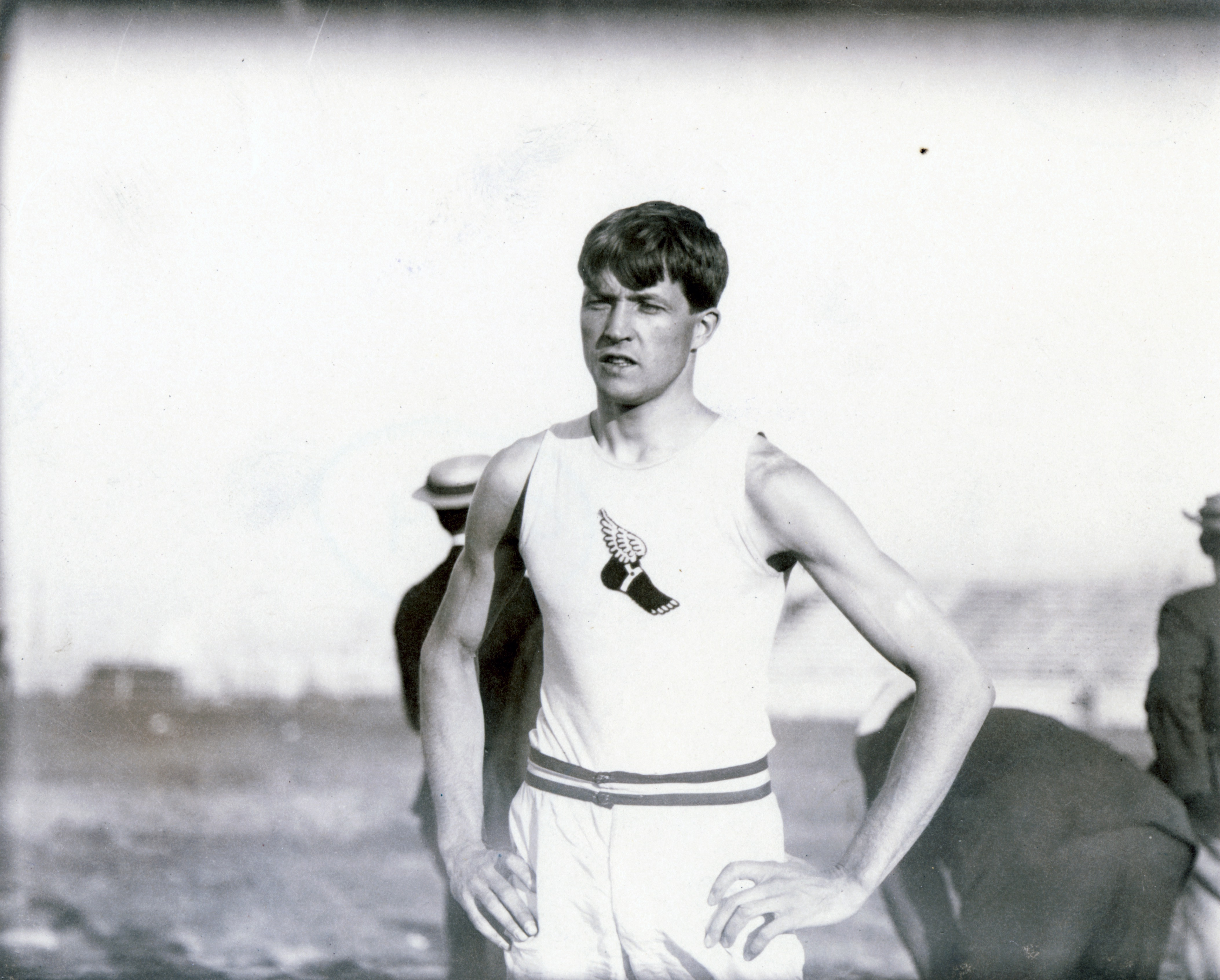
Der inzwischen sechsfache Olympiasieger Ray Ewry – zwei Olympiasiege sollten bei den folgenden Spielen noch dazukommen

In diesem Wettbewerb gewann Ray Ewry seine insgesamt bereits sechste Goldmedaille. Bei den Olympischen Spielen 1900 hatte er genauso wie hier in St. Louis alle drei Standsprungdisziplinen für sich entschieden. Den Standdreisprung gewann er hier mit fast vierzig Zentimetern Vorsprung. Seinen eigenen olympischen Rekord verfehlte er nur um vier Zentimeter – bei Kluge sind es drei Zentimeter. Die Silbermedaille errang Charles King – in manchen Quellen auch als Con King bezeichnet. Dieser hatte im Standweitsprung ebenfalls den zweiten Platz belegt. Joseph Stadler, Silbermedaillengewinner vom Standhochsprung, wurde Dritter vor Garrett Serviss, dem Zweiten im Hochsprung mit Anlauf.
Wie in vielen anderen Disziplinen auch finden sich je nach Quelle voneinander abweichende Resultate. Diese sind in der Übersicht oben entsprechend aufgelistet.

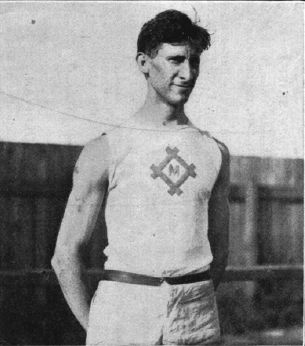
Auch im Standdreisprung ist der Olympiasieger über 110 Meter Hürden Frederick Schule in manchen Quellen als Teilnehmer aufgeführt
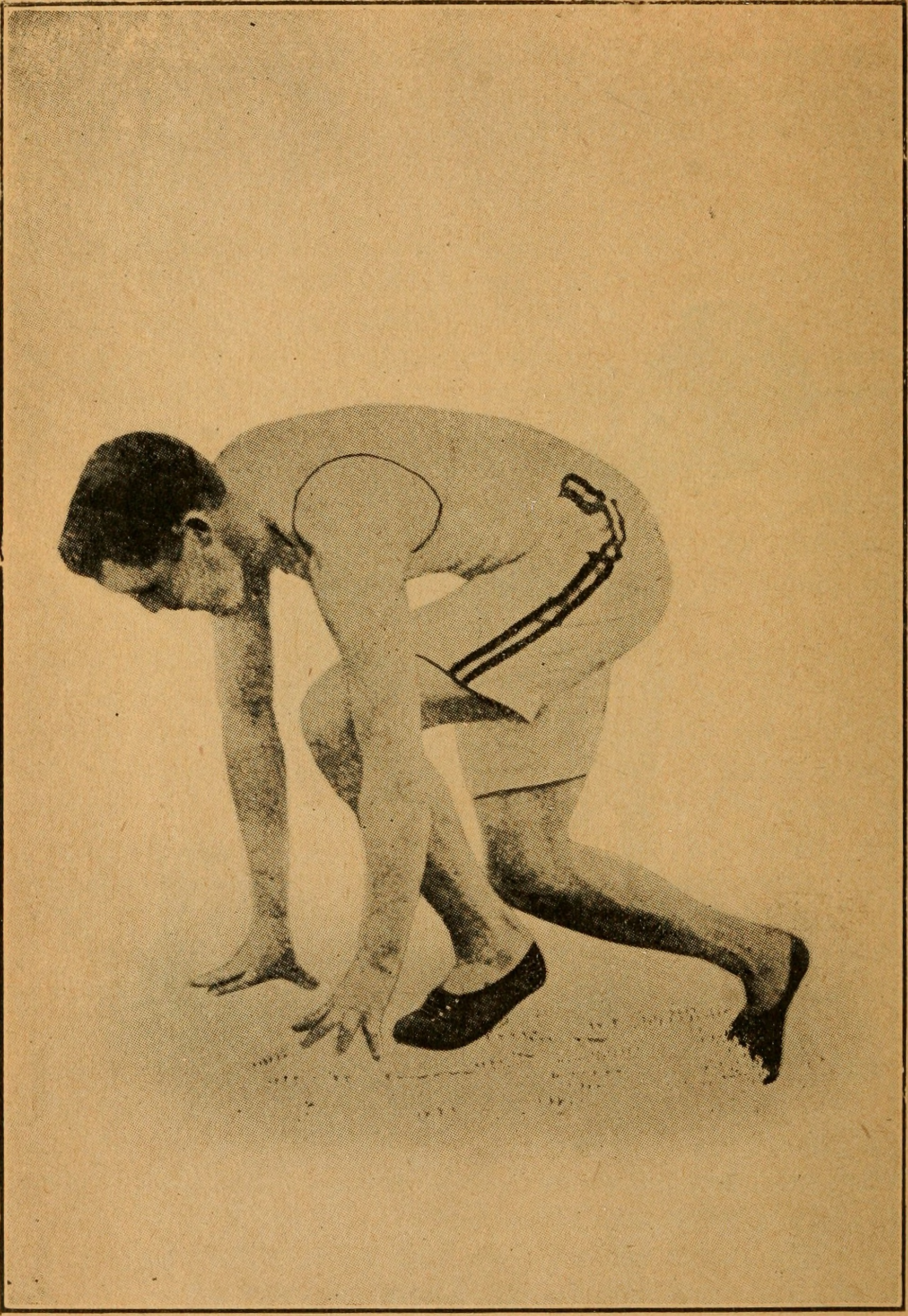
Der Olympiasechste des 100-Meter-Laufs Lawson Robertson war vermutlich unter den Teilnehmern der Standsprungwettbewerbe